# Nitrato ferrico
Il nitrato ferrico, o nitrato di ferro(III), è il nome usato per una serie di composti inorganici con la formula {\displaystyle {\ce {Fe(NO3)3\cdot (H2O)_{n}}}}. Il più comune è il {\displaystyle {\ce {Fe(NO3)3\cdot (H2O)9}}}. Gli idrati del nitrato ferrico sono tutti sali paramagnetici solubili in acqua.

## Idrati
Il nitrato ferrico è deliquescente e si trova comunemente come {\displaystyle {\ce {Fe(NO3)3\cdot 9H2O}}} nonaidrato, che forma cristalli da incolori a viola pallido. Questo composto è il sale trinitrato del complesso acquoso {\displaystyle {\ce {[Fe(H2O)6]^{3+}}}}.
Altri idrati {\displaystyle {\ce {Fe(NO3)3\cdot (H2O)_{x}}}}, includono:
- tetraidrato {\displaystyle (x=4)}, più precisamente {\displaystyle {\ce {[Fe(NO3)2(H2O)+3][NO3^{-}]\cdot H2O}}}, ha cationi complessi dove l'atomo {\displaystyle {\ce {Fe^{3+}}}} è coordinato con due anioni nitrato come leganti bidentati e tre delle quattro molecole d'acqua, in una configurazione bipiramidale pentagonale con due molecole d'acqua ai poli[3].
- pentaidrato {\displaystyle (x=5)}, più precisamente penta-acqua nitrato di ferro(III) dinitrato, {\displaystyle {\ce {[Fe(NO3)(H2O)^{2+}5][NO3^{-}]2}}}, in cui l'atomo {\displaystyle {\ce {Fe^{3+}}}} è coordinato a cinque molecole d'acqua e un legante unidentato di anione nitrato in configurazione ottaedrica[3].
- esaidrato {\displaystyle (x=6)}, più precisamente {\displaystyle {\ce {[Fe(H2O)^{3+}6][NO3^{-}]3}}}, dove l'atomo {\displaystyle {\ce {Fe^{3+}}}} è coordinato a sei molecole d'acqua in configurazione ottaedrica[3].

## Proprietà chimiche

### Decomposizione
Quando disciolto, il nitrato ferrico forma una soluzione gialla a causa dell'idrolisi. Quando riscaldato a una temperatura prossima all'ebollizione, l'acido nitrico evapora dalla soluzione e tutto il ferro precipita come ossido ferrico ({\displaystyle {\ce {Fe2O3}}}).
Il composto si dissolve in acido stearico fuso e si decompone a circa 120 °C per dare idrossido ferrico ({\displaystyle {\ce {FeO(OH)}}}).

## Preparazione
Il composto può essere preparato trattando la polvere metallica di ferro con acido nitrico:
{\displaystyle {\ce {Fe\ +\ 4HNO3->Fe(NO3)3\ +\ NO\ +\ 2H2O}}}
o, equivalentemente, è preparato trattando il ferro sempre con acido nitrico in modo che si sviluppi diossido di azoto gassoso:
{\displaystyle {\ce {Fe \ + \ 6HNO3 -> Fe(NO3)3 \ + \ 3NO2 \ + \ 3H2O}}}

## Applicazioni
Il nitrato ferrico non ha applicazioni su larga scala. È un catalizzatore per la sintesi di ammoniuro di sodio da una soluzione di sodio in ammoniaca:
{\displaystyle {\ce {2NH3\ +\ 2Na->2NaNH2\ +\ H2}}}
Alcune argille impregnate di nitrato ferrico si sono dimostrate utili ossidanti nella sintesi organica. Ad esempio, il nitrato ferrico sulla montmorillonite, un reagente chiamato "Clayfen", è stato impiegato per l'ossidazione degli alcoli in aldeidi e dei tioli in disolfuri.
Le soluzioni di nitrato ferrico sono utilizzate da gioiellieri e fabbri per incidere l'argento e le leghe d'argento.